# تپه اوقر دره
تپه اوقر دره مربوط به هزاره ۴ و ۵ قبل از میلاد - هزاره اول قبل از میلاد است و در شهرستان بوئین‌زهرا، بخش آوج، دهستان شهیدآباد، ۶۰۰ متری جنوب و جنوب غربی روستای هرائین واقع شده و این اثر در تاریخ ۲۶ اسفند ۱۳۸۶ با شمارهٔ ثبت ۲۲۲۳۲ به‌عنوان یکی از آثار ملی ایران به ثبت رسیده است.